# Red Callender
George Sylvester Callender, detto Red (Haynesville, 6 marzo 1916 – Saugus, 8 marzo 1992), è stato un contrabbassista, suonatore di tuba jazz statunitense.

## Biografia
Dopo gli studi musicali (tuba, contrabbasso, tromba e armonia), debuttò nel 1933 in alcune band che si esibivano in New Jersey.
Trasferitosi a Los Angeles, fece la sua prima registrazione, appena diciannovenne, nel gruppo di Louis Armstrong.
In seguito militò nelle band di giganti del jazz come Duke Ellington, Lester Young, Charlie Parker, Dexter Gordon e Benny Goodman, registrando anche per Bing Crosby, Art Tatum, Lawrence Welk e André Previn.
Negli anni quaranta fece parte del trio di Erroll Garner.
Il critico musicale Leonard Feather giudicò il musicista come uno dei primi contrabbassisti ad aver dato un aspetto melodico dello strumento.
Callender fu anche uno dei primi artisti afroamericani a rompere le barriere razziali negli anni cinquanta esibendosi con costante regolarità negli studi cinematografici e televisivi di Hollywood (ha spesso partecipato come musicista a spettacoli presentati da Carol Burnett, Danny Kaye, Flip Wilson, Sammy Davis Jr. e Jonathan Winters).
Un suo brano di successo del 1958, "Primrose Lane", divenne in seguito la sigla della serie televisiva "La famiglia Smith", interpretata da Henry Fonda.
Ebbe tra i suoi allievi Charles Mingus.
Negli anni sessanta, settanta e ottanta fu sideman per musicisti e cantanti pop e rock, tra cui: Sam Cooke, Donovan, Randy Newman, Ry Cooder, Patti Austin, James Taylor, Rickie Lee Jones, Maria Muldaur, Betty Wright e tanti altri.
Nel 1985 scrisse la sua autobiografia intitolata "Unfinished Dreams".

## Discografia
Album (come leader)
- 1956 – Swingin' Suite (Modern Records, LMP 1201) a nome "Red Callender and His Modern Octet"
- 1957 – Callender Speaks Low (Modern Records, LMP 1212) / (Crown Records, CLP 5012)
- 1959 – The Lowest (MetroJazz Records, E/SE 1007)
- 1973 – Basin Street Brass (Legend Records, LGS 1003)
- 1984 – Night Mist Blues (Hemisphere Record Corp., HR 1002) a nome "Red Callender, Gerry Wiggins Featuring Sherman Ferguson"
- 2016 – The Complete Rca Victor Sessions 1951-1952 - The Rhythm & Blues Years (Fresh Sound Records, FSR-CD 907) Raccolta registrazioni dal 1951 al 1954, a nome "Red Callender Sextet & Fourtette"